# Crédit agricole de Charente-Maritime Deux-Sèvres
Le Crédit Agricole Charente-Maritime Deux-Sèvres, officiellement Caisse Régionale de Crédit Agricole Mutuel de Charente-Maritime Deux-Sèvres, est l'une des 39 Caisses régionales du Groupe Crédit Agricole.
Il est implanté en Nouvelle-Aquitaine, dans les départements de la Charente-Maritime et des Deux-Sèvres.
Vincent Mouveroux est, depuis le mois de septembre 2023, le directeur général de la Caisse régionale Charente-Maritime Deux-Sèvres.

## Historique
La Caisse régionale est née en 1995 du rapprochement du Crédit Agricole de Charente-Maritime et du Crédit Agricole des Deux-Sèvres.

## Métiers
Le Crédit Agricole Charente-Maritime Deux-Sèvres est une banque de plein exercice, il définit ainsi sa stratégie et notamment sa politique de crédit en toute indépendance.
- Réseau bancaire :
  - 134 agences, 4 agences entreprises, 16 agences des professionnels, 15 agences pour la Banque Privée
  - 334 automates bancaires
  - 86 Relais CA (services bancaires de base proposés par un commerce de proximité)

- Réseau immobilier (Square Habitat)
  - 27 agences immobilières

## Organisation et gouvernance

### Les Caisses locales
Le Crédit Agricole Charente-Maritime Deux-Sèvres regroupe 59 Caisses locales. Structures locales dédiées à la représentation des sociétaires, elles forment le socle du fonctionnement coopératif du Crédit agricole.
Les sociétaires élisent dans ce cadre, et parmi eux, 832 administrateurs. En 2009, le Crédit Agricole Charente-Maritime Deux-Sèvres comptait 163 000 sociétaires sur un total de 549 000 clients.

## Données financières
| Année                | 2014 |
| -------------------- | ---- |
| Produit net bancaire | 333  |
| Résultat brut        | 153  |
| Résultat net         | 89,2 |